# Spomenik neodvisnosti Uzbekistana
Spomenik neodvisnosti Uzbekistana je spomenik v Taškentu, zgrajen v čast neodvisnosti Uzbekistana. Na vrhu spomenika je kovinska krogla, okrašena z ornamentalnim vzorcem, na kateri je upodobljen zemljevid Uzbekistana. Ob državnih praznikih in državnih obiskih redno potekajo slovesnosti polaganja vencev pri podstavku spomenika.

## Zgodovina
Sedanje ime je dobil v začetku 1990-ih po preimenovanju spomenika Vladimirju Leninu, ki sta ga leta 1974 zasnovala in ustvarila Sabir Adilov (1932–2002) in Nikolaj Tomski (1900–1984). Decembra 2005 je bil med arhitekturno rekonstrukcijo Mustaqillik Maydoni spomeniku dodana dodatna skulptura, ki prikazuje Radostno mater z dojenčkom. Z odlokom predsednika Uzbekistana Islama Karimova z dne 3. februarja 2006 je bil na novo obnovljeni spomenik preimenovan v Spomenik neodvisnosti in humanizma.
Simbolika spomenika, ki so ga poimenovali »globus Uzbekistana«, je vplivala na monumentalno umetnost Uzbekistana v 1990-ih–2000-ih. Reproducirana je bila na plakatih, muralih in skulpturah v različnih uzbekistanskih mestih.